# Adam Friedrich von Glafey

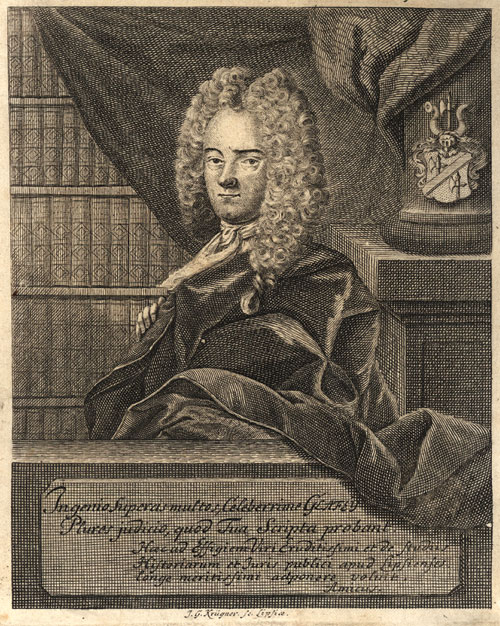
Adam Friedrich von Glafey (Abbildung aus Glafeys Historia Germaniae polemica, 1722)

Adam Friedrich Glafey, geboren mit dem Namen Klaffheim seit 1748 von Glafey, abweichende Schreibart auch Glaffey (* 16. Januar 1692 in Reichenbach im Vogtland; † 12. Juli 1753 in Dresden), war ein deutscher Archivar, Rechtshistoriker und Philosoph. Er war ein Gegner von Hugo Grotius und Thomas Hobbes und stand den Ansichten Gottfried Wilhelm Leibniz und Jean-Jacques Rousseaus nahe. 1748 wurde er in den Adelsstand erhoben.

## Leben
Als Sohn eines Seidenhändlers wuchs Glafey zunächst in Reichenbach, dann in Magdeburg auf, wo er die Domschule besuchte. Nach dem Abschluss des Gymnasiums in Gotha nahm er ein Studium des Rechtswissenschaften an der Universität Jena auf, hier wurde er 1712 Magister. 1718 wurde er an der Universität Halle zum Dr. jur. promoviert.
Seit 1717 war Glafey als Privatdozent und später als außerordentlicher Professor an der Universität Leipzig tätig. Daneben war er Hofmeister bei von Tümpling in der Messestadt. 1746 erwarb er das obere Rittergut (Rittergut oberen Teils) in Stötteritz bei Leipzig. In Leipzig-Stötteritz ist eine Straße nach ihm benannt.
1726 ist Glafey zum Geheimen Archivrat in Dresden ernannt worden und zog in die kursächsische Residenzstadt, wo er bis zu seinem Tod als Hof- und Justizrat sowie Vorstand des späteren Staatsarchivs wirkte. Für seine Verdienste um den sächsischen Staat wurde er 1748 in den Adelsstand erhoben. Glafey hatte bereits 1718 in erster Ehe Christiane Elisabetha Becker aus Halle a. S. geheiratet. Mit ihr hatte er drei Söhne. Wieder vermählte er sich 1737 mit Christiana Clara Rinck von Dorstig, sie hatten beide sieben Kinder.

## Wirken
Von Glafey sind insgesamt 36 größere und kleinere Werke im Druck erschienen. Die wichtigsten Werke hat er auf dem Gebiet der Rechtswissenschaft, insbesondere im Bereich der Rechtsphilosophie und des Naturrechts verfasst. Sein Werk Die Grundsätze der bürgerlichen Rechtsgelehrsamkeit, Leipzig 1720, erregte bei der sächsischen Regierung einen solchen Anstoß, dass das Buch auf ihren Befehl vernichtet wurde. Weitere rechtsphilosophische Schriften sind Vernunfft- und Völkerrecht, in Frankfurt und Leipzig erstmals 1723 und 1746 in der 3. Auflage erschienen und Vollständige Geschichte des Rechts der Vernunfft, Leipzig 1739. Seinem philosophischen Standpunkt nach war er ein Gegner von Hugo Grotius und Thomas Hobbes und stand den Ansichten Gottfried Wilhelm Leibniz’ und Jean-Jacques Rousseaus nahe.
Auch auf dem Gebiet der deutschen Geschichte verfasste er zahlreiche Schriften. Seine Historia Germaniae polemica oder Kern der Teutschen Reichsgeschichte, 1722, erfuhr im 77. Teil der deutschen Acta eruditorum so heftige Angriffe, dass er dazu eine besondere Verteidigungsschrift erscheinen ließ. Das meistverbreitete seiner Werke war wohl sein Kern der Geschichte des Chur- und Fürstl. Hauses zu Sachsen, welche in seiner ursprünglichen Form von Stiefen in Breslau verfasst und von Glafey nur überarbeitet worden war, obwohl auch dieses Buch wegen der angeblich darin enthaltener Indiskretionen anfangs den Unwillen der sächsischen Regierung auf sich zog. Das Werk ist 1753 in der 4. Auflage erschienen und besteht aus 2 Bänden, von denen der zweite Band die Geographie des Kurfürstentums behandelt. Einige seiner Arbeiten sind ungedruckt geblieben, aber im Manuskript erhalten, beispielsweise sein Kurzer Begriff der Geschichte des Chur- und Fürstl. Hauses zu Sachsen, 6 Bde., zum Gebrauch des Kurprinzen, auf der Dresdener Bibliothek. In Thomas Fritschs Allgem. historischen Lexikon sind die meisten Artikel über deutsche Special- und Provinzialgeschichte von Glafey bearbeitet worden.

## Wappen

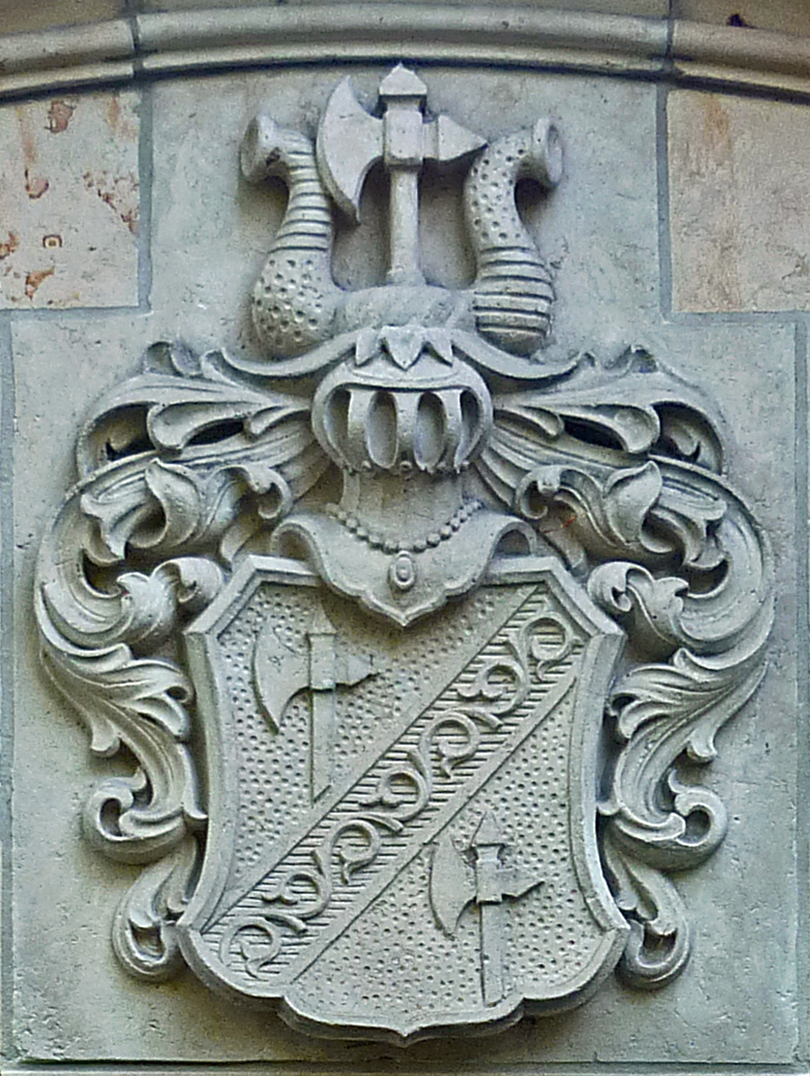
Glafey-Wappen an der Grabstätte in Dresden-Plauen

Glafeys Familienwappen ist ein blauer Schräglinksbalken im goldenen Feld, begleitet von zwei Streitäxten.

## Werke (Auswahl)
- De jure praededentiae foeminarum, Halle 1718 (Dissertation)
- Grundsätze der bürgerlichen Rechtsgelehrsamkeit, 1720
- Historia Germaniæ Polemica. Oder Kern der Teutschen Reichs-Geschichte. Worinnen Die wichtigsten Controversien, und Sachen, welche im Heil. Römisch en Reiche vom Kayser zu Kayser vorgefallen … Historisch untersucht und erörtert werden, 1722
- Vernunft und Völkerrecht, 1723 und 1746
- Anleitung zu einer weltüblichen deutschen Schreibart, 1730
- Vollständige Geschichte des Rechts der Vernunft, 1739
- Kern der Geschichte des Hohen Chur- und Fürstlichen Hauses zu Sachsen, 1721